# 比雷埃夫斯站
比雷埃夫斯站（羅馬化：Sidirodromikoi Stathmoi Peiraia）是指希臘比雷埃夫斯的兩個鐵路總站，距離雅典市中心西南約9公里。南側大樓是現時雅典地鐵1號線的現時總站，前身是1869年啟用的雅典－比雷埃夫斯電氣鐵路。北側大樓是標準軌的國鐵路線，經拉里薩前往塞薩洛尼基，以及雅典市郊鐵路前往阿哈尼斯以及哈爾基斯。
兩座大樓都鄰近港口。比雷埃夫斯電氣鐵路博物館位於站內，舊郵政局的位置。

## 車站結構
| L1層       | 1號月台               | 已停用               |
| L1層       | 島式月台，左/右側開門 |                      |
| L1層       | 2號月台               | 往哈爾基斯           |
| L1層       | 3號月台               | 往哈爾基斯           |
| L1層       | 島式月台，左/右側開門 |                      |
| L1層       | 4號月台               | 往阿諾利奧西亞       |
| L1層       | 5號月台               | 繁忙時段使用月台     |
| L1層       | 島式月台，左/右側開門 |                      |
| L1層       | 6號月台               | 已停用               |
| 林布拉基街 |                       |                      |
| 地面/大堂  | 客戶服務              | 售票處 出口          |
| L2層       | 側式月台，出城或轉乘  | 側式月台，出城或轉乘 |
| L2層       | 7號月台               | 往基菲西亞（法利羅） |
| L2層       | 島式月台，左側開門    |                      |
| L2層       | 8號月台               | 往基菲西亞（法利羅） |
| L2層       | 側式月台，出城或轉乘  |                      |

## 外部連結
- / Piraeus metro line 3 station construction videos